# Wicehrabia de Bragelonne
Wicehrabia de Bragelonne – trzecia część trylogii Aleksandra Dumasa ojca opowiadająca o przygodach Atosa, Portosa, Aramisa i d’Artagnana (poprzednie części to Trzej muszkieterowie i Dwadzieścia lat później). Tytułowy bohater – Raul de Bragelonne – to syn hrabiego de La Fère (Atosa) oraz znanej z wcześniejszych części pani de Chevreuse (zwanej Marią Michon).
Powieść jest wielowątkowa; główne wątki to restauracja monarchii w Anglii dokonana rękami d’Artagnana i Atosa, nieszczęśliwa miłość Raula de Bragelonne do Luisy de La Vallière, późniejszej metresy Ludwika XIV, upadek wszechwładnego ministra finansów Fouqueta oraz nieudany spisek biskupa Vannes (Aramisa) mający na celu osadzenie na tronie Francji królewskiego brata bliźniaka Filipa (Żelaznej Maski) więzionego w Bastylii.

## Fabuła powieści
Francja, rok 1660. Młody władca Ludwik XIV zaczyna powoli samodzielnie rządzić krajem, nadal jednak pierwsze skrzypce gra jego pierwszy minister, kardynał Jules Mazzarini. Ludwik XIV rozwiązuje gwardię królewsko-kardynalską i powołuje znowu muszkieterów królewskich. D’Artagnan znowu jest porucznikiem, gdyż Mazzarini odebrał mu patent kapitański po ostatniej wojnie. Pomimo tego nadal wiernie służy rodzinie królewskiej, licząc na odzyskanie stopnia kapitana. Młody wicehrabia Raul de Bragelonne jest dworzaninem królewskim. Właśnie dostarcza list do księcia Gastona Orleańskiego, w przerwie między obowiązkami spotyka się z damą swego serca Luisą de la Valliere oraz swoim ojcem hrabią de La Fère (Atosem). W Anglii Karol II Stuart, syn ściętego Karola I, chce odzyskać władzę. Przybywa do Francji i prosi o pomoc młodego króla, który chce mu jej udzielić, ale wszechwładny kardynał nie pozwala mu na to. Ludwik XIV ze smutkiem odmawia więc swemu dostojnemu kuzynowi. Młody Karol II przypadkowo mija posiadłość hrabiego de La Fère i odwiedza go. Atos opowiada mu o skarbach w zamku Newcastle i jedzie tam z młodym władcą, chcąc pomóc mu odzyskać tron. Tymczasem d’Artagnan, rozgoryczony niedającą perspektyw służbą, rezygnuje ze stanowiska, jedzie do oberży Plancheta (swego dawnego sługi) i zawiązuje z nim spółkę finansową na poczet szykowanej wyprawy do Anglii, podczas której, nic nie wiedząc o planach Atosa, również chce przywrócić Karola II na tron (pragnie do niej zwerbować Atosa, Portosa i Aramisa, ale żadnego z nich nie ma w domu - porucznik zastaje w domach tylko ich służących). Wreszcie bierze pożyczkę od Plancheta, zbiera doborowy oddział najemnych ludzi i rusza w podróż.
Atos przybywa do zamku Newcastle. Wmawia obozującemu tam generałowi Monckowi (jednemu z przeciwników młodego króla), że w zamku są jego skarby rodzinne i otrzymuje zezwolenie na ich odebranie. Atos szybko jednak przyznaje się generałowi, co naprawdę jest w beczkach i próbuje namówić Moncka, by przystąpił on do młodego króla; generał jednak odmawia, podając za powód, że nie poprze kogoś, kto jeszcze nie udowodnił, że zasługuje na tron. Obaj panowie wydobywają beczki ze skarbami; generał obiecuje hrabiemu de La Fère pomoc i eskortę w ich przetransportowaniu. Niestety, Monck znika, a wina za jego zniknięcia spada na Atosa. Generała Moncka porwał jednak d’Artagnan i jego ludzie, którzy przebrani za rybaków przybyli do obozu, a teraz zawieźli generała Karolowi II. Młody król każe puścić generała na wolność, zdobywając tym samym jego wdzięczność. Monck wraca z d’Artagnanem do obozu i ratują Atosa przed zlinczowaniem przez żołnierzy. Następnie Atos zabiera skarby i zawozi je Karolowi II do Holandii (tam przebywa obecnie król). D’Artagnan zostaje przy Moncku, który ma już pewien plan. Nie prowadzi na razie walki ze swym rywalem (również wrogiem Karola II), lecz czeka cierpliwie, aż żołnierze jego przeciwnika opuszczą swego wodza jeden po drugim, co nie trwa zbyt długo. Po zebraniu wielkich sił Monck wkracza do Londynu, który potem oficjalnie oddaje Karolowi II. Młody król, uzbroiwszy za pomocą skarbów swoje wojska, wjeżdża do stolicy Anglii i zostaje koronowany. Atos otrzymuje za swą służbę Order Złotego Runa, d’Artagnan zaś sporą sumę pieniędzy od generała Moncka, który złożył te pieniądze jako okup za swoją szpadę (cały czas bowiem uważał się za jeńca d’Artagnana, więc oddał mu swoją szpadę, którą następnie wykupił). Obaj Francuzi mają możliwość otrzymania wysokich stanowisk w Anglii, ale tęsknią za Francją i wracają tam. D’Artagnan oddaje dług Planchetowi, który cieszy się z powrotu dawnego pana.
Mazzarini czuje się coraz gorzej. Dopada go starość i liczne choroby. Na dworze francuskim zjawia się Atos z propozycją, by siostra Karola II, księżniczka Henrietta Anna, poślubiła księcia Filipa Andegaweńskiego, brata Ludwika XIV. Król postanawia rozważyć tę prośbę. Mazzarini tymczasem czuje zbliżającą się śmierć. Wzywa spowiednika, który jednak nie chce dać mu rozgrzeszenia, jeśli kardynał nie rozliczy się z królem z owych kilku milionów, które zarobił niezbyt uczciwe na królewskiej służbie. Kardynał radzi się swego ucznia, Jeana Baptistę Colberta, ten doradza Jego Eminencji, by spisał testament, ale w taki sposób, by zapisać królowi owe kilka milionów i wydziedziczyć swoje siostrzenice. Kardynał robi to i wówczas (ku rozpaczy Anny Austriaczki, a zgodnie z planem Colberta) Ludwik XIV oddaje ów majątek siostrzenicom kardynała. Mazzarini cieszy się i umiera. Przed śmiercią doradza królowi, by nie powoływał nikogo na stanowisko pierwszego ministra, a także poleca Ludwikowi swego ucznia, Jeana Baptistę Colberta, który za swój spryt, doświadczenie i inteligencję zostaje mianowany intendentem i od razu rozpoczyna rywalizację o względy króla z równie co on żądnym władzy ministrem finansów i generalnym intendentem - panem Fouquetem. Zniszczenie Fouqueta, który chce wzmocnić swą pozycję, staje się dla Colberta celem nr 1. 
Ludwik XIV chce zostać największym władcą Francji, potrzebuje do tego jednak wiernych ludzi. Ma już Colberta jako swój mózg, ale potrzebuje również dobrej szpady. Przypomina sobie swego dawnego porucznika muszkieterów. Wzywa więc do siebie d’Artagnana i namawia go, by powrócił do służby, obiecując nadanie mu stopnia kapitana muszkieterów, wysoką pensję oraz order. D’Artagnan wyraża zgodę i jedzie z poleceniem króla dowiedzieć się, kto i po co buduje zamek na wyspie Belle-Île (budowanie innych zamków niż tych na granicy, służących do obrony kraju, zostało zakazane już za kardynała Richelieu). Przyszły kapitan odkrywa, że zamek buduje Aramis (obecnie biskup Vannes, któremu tę godność nadał minister Fouquet), a także Portos, który kieruje budową. Portos nie domyśla się celu wyprawy przyjaciela i zabiera go do siedziby Aramisa, który jednak odgaduje cel misji d’Artagnana i natychmiast wysyła Portosa z ostrzeżeniem do swego pryncypała - ministra Fouqueta. D’Artagnan, który miał jechać z Portosem na polowanie, dziwi się, dlaczego on zniknął. Jedzie więc sam, ale gdy wraca, odkrywa, że zniknął również Aramis. Domyśla się, że został wywiedziony w pole i pędzi szybko do Paryża. Portos dociera jednak prędzej i przynosi list od Aramisa do Fouqueta, później przybywa sam biskup Vannes i doradza pryncypałowi, by oddał Belle-Île królowi w prezencie. Fouquet nie jest za bardzo przekonany do tego pomysłu, ale wreszcie wyraża zgodę i przychodzi do króla, by podarować mu zamek. Ludwik XIV jest uradowany, zaś d’Artagnan wściekły, gdyż jego misja nie powiodła się. Pomimo tego jednak król nadaje Gaskończykowi stopień kapitana. 
Umiera Gaston Orleański. Tytuł księcia Orleanu otrzymuje teraz brat króla, Filip Andegaweński. Królowa matka szuka żony dla swego młodszego syna - Ludwik XIV więc wyraża zgodę na propozycję Karola II. Filip Orleański poślubia więc księżniczka Henriettę. Księżniczka przybywa do kraju, wielu ludzi jest zafascynowanych jej urodą. Młodszy brat króla jest jednak pyszny, pewny siebie i strasznie zazdrosny o swą piękną małżonkę. Spędza większość czasu ze swym faworytem, Kawalerem Lotaryńskim, który jątrzy nasienie zazdrości w jego sercu. Książę Filip jest zazdrosny o młodego diuka Buckinghama, syna księcia Buckinghama znanego z „Trzech muszkieterów”, innym razem o młodego hrabiego de Guiche (jak się później okaże - słusznie). Ludwik XIV i Anna Austriaczka muszą interweniować. Na razie książę jest zazdrosny o diuka Buckinghama i żąda od matki, by go wyprawiła z dworu. Królowa matka wzywa więc młodego diuka i przekonuje go do konieczności opuszczenia przez niego kraju. Buckingham jest rozgoryczony, ale obiecuje spełnić żądanie. Rozmawia o tym, co się dzieje na dworze, z wicehrabią de Bragelonne, hrabią de Guiche i d’Artagnanem. Młodego diuka drażni wicehrabia de Wardes (syn hrabiego de Wardes również znanego z „Trzech muszkieterów”, agenta kardynała Richelieu, wroga d’Artagnana). Ma on odprowadzić księcia na granice, ale w rzeczywistości ma go zabić na rozkaz Filipa Orleańskiego. Zamach jednak się nie powodzi, a młody wicehrabia omal nie ginie w pojedynku z diukiem. 
Raul kocha się w Luisie, która chce zostać dwórką króla. Z pomocą kochanka swej przyjaciółki Luisa osiąga swój cel. Przyjaciółka Luisy, panna Montalais, prosi o pomoc swego kochanka, pana Malicorne, ten zaś zwraca się do pana Manicampa, dobrego znajomego hrabiego de Guiche. Przy okazji Malicorne otrzymuje od Manicampa obietnicę załatwienia nominacji na dworzanina księcia Orleańskiego. Malicorne przypada szybko do gustu hrabiemu de Guiche, który pisze prośbę o obie nominacje do księcia Filipa. Ten podpisuje je obydwie i Luiza zostaje dwórką. Jednocześnie Filip Orleański sądzi, że ma teraz spokój z zalotnikami swojej żony. Bardzo się jednak myli. Jest bowiem świadkiem, jak hrabia de Guiche opuszcza pokój jego żony o nieprzyzwoitej porze. Skarży się więc matce i bratu, którzy podejrzewają, że młody Filip popada w obłęd. Ludwik XIV, by nie robić skandalu, odprawia z dworu młodego hrabiego, który jest tym bardzo zrozpaczony. Tymczasem żona Filipa Orleańskiego kocha się w królu Ludwiku, a ten, by ukryć ich romans, proponuje rzekome zainteresowanie się jakąś dwórką. Wybór pada na La Valliere. Kilka dni wcześniej Atos prosi króla o rękę Luisy dla Raula, król odmawia, podając za powód, że nie jest ona dość bogata i nie pochodzi z odpowiedniego rodu. Okazuje się, że hrabia de La Fère również tak uważa, choć się do tego nie przyznaje. 
W Wersalu Luisa zakochuje się w samym Ludwiku XIV. Król z początku nie zwraca na nią większej uwagi, zajęty umizgami do swej pięknej bratowej. Zabiera ją nawet na kąpiele w Sekwanie, nie zabierając jednak na nie swojej żony - Marii Teresy, a także brata. Filip Orleański szaleje z zazdrości, ale wie, że nic nie zdziała przeciwko królowi. Podczas wycieczki Luisa i Montalais rozmawiają o królu pod drzewem. Ludwik XIV, który upatrzył ją sobie na owoc swego rzekomego uczucia, podsłuchuje całą rozmowę i rozumie, że Luiza go kocha. W jego sercu odzywa się miłość do dziewczyny. Rozmawia z nią potajemnie i mówi, że wie o wszystkim i proponuje jej, by została jego metresą. Dziewczyna najpierw odmawia, ale widać, że marzy o takim zaszczycie. Pod tym samym drzewem hrabia de Guiche (który powrócił do Luwru na rozkaz króla) wyznaje miłość Henrietcie, która zaczyna się obawiać, iż Ludwik XIV, wybierając Luisę na obiekt swych westchnień, zakpił sobie z niej. Odbywa się w Luwrze wielka loteria, na której król wygrywa piękne bransoletki. Henrietta spodziewa się, że to ona je otrzyma, ale dostaje je Luisa.
Ludwik XIV zajmuje się rozwiązywaniem dworskich intryg. Trwa ostra rywalizacja pomiędzy ministrami Colbertem i Fouquetem (król skłania się coraz bardziej do tego pierwszego). Aramis coraz częściej wizytuje Bastylię, a szczególnie jednego więźnia, który siedzi w celi uwięziony praktycznie za nic - chłopak ten, imieniem Filip, mieszkał spokojnie w domu z przybranymi rodzicami, ucząc się dobrze wszystkiego (oprócz historii). Pewnego dnia przypadkiem zaczął szperać w dokumentach swych opiekunów i znalazł pewien list, który wpadł mu do studni, on go wyciągnął i przeczytał. Zaraz po tym opiekunowie zniknęli na zawsze, a Filip został zamknięty w Bastylii. Biskup Vannes jest chłopakiem bardzo zainteresowany. 
W przydrożnej oberży umiera generał zakonu jezuitów. Szuka on godnego siebie następcy. Ewentualny następca musiałby przedstawić jakąś bardzo ważną tajemnicę, nikt takowej jednak nie posiada. Zjawia się Aramis, który przekazuje mu pewną ważną wiadomość. Umierający generał cieszy się z niej (wiadomość ta może sprawić, że jezuici będą mogli kontrolować władcę Francji), więc mianuje Aramisa swoim następcą. D’Artagnan wietrzy wokół króla jakąś intrygę. Odwiedza Portosa, który obecnie, na polecenie Aramisa, nie opuszcza swego mieszkania w Paryżu. Gaskończyk zabiera przyjaciela do wsi Plancheta i cała trójka upija się na całego, wspominając dawne czasy. Rano d’Artagnan i Portos obserwują pogrzeb generała zakonu jezuitów. Aramis spotyka się na pogrzebie z księżną de Chevreuse, która dotychczas była uznawana za zmarłą. D’Artagnan i Portos wracają do Paryża, gdzie Portos (ku irytacji Aramisa) zostaje przedstawiony królowi. Ten zaś zaprasza barona du Vallon i kapitana muszkieterów na ucztę, na której Portos zwraca miłą uwagę samego króla, który jest zadowolony z takiego żarłoka. Portos liczy na to, że otrzyma niedługo tytuł diuka (tytuł barona mu się nieco znudził). Przed ucztą Aramis próbuje namówić d’Artagnana, by przeszedł na służbę do pana Fouquet, kapitan muszkieterów jednak odmawia. W tej samej chwili w lesie pojedynkują się wicehrabia de Wardes z hrabią de Guiche. De Wardes rozdrażnił przeciwnika żartami na temat Henrietty, jednakże hrabia, by nie wydać się ze swoją miłością, wyzywa przeciwnika na pojedynek dopiero wtedy, gdy ten obraża Luisę. Przeciwnicy walczą na pistolety. De Guiche zostaje ranny, de Wardes ucieka, ale sprowadza na pomoc Manicampa, który zabiera rannego do pałacu. Ponieważ pojedynki są zakazane, by ratować przeciwnika, przyjaciele rannego, jak i sam de Wardes, kłamią, że przegrany zranił się podczas polowania na dzika. Król nie dowierza tym tłumaczeniom i wysyła d’Artagnana, który niczym prywatny detektyw odgaduje po śladach w lesie, że to był to pojedynek, a nie polowanie. Manicamp próbuje wmówić Ludwikowi, że te rany to wina dzika, ale Ludwik nie wierzy im i chce ukarać hrabiego. Dowiedziawszy się jednak o rzekomej przyczynie sporu - Luisie de La Vallerie, daruje winę walczącym, udając, że wierzy w historię o dziku.
Luisa zostaje kochanką króla. Raul zostaje wysłany przez króla z misją dyplomatyczną do Anglii, by nie przeszkadzał królowi w romansie. Henrietta jest zazdrosna o króla, który ją oszukał i naprawdę zakochał się w Luisie. Oznajmia więc Luisie, że nie chce jej widzieć na swoim dworze. Dziewczyna chce uciec od króla, zostaje napadnięta przez pijanych mieszczan, ale ratuje ją d’Artagnan, który zaprowadza ją do klasztoru, po czym powiadamia króla, gdzie ona jest. Ludwik przybywa po Luizę i sprowadza ją z powrotem. Robi potem wymówki swojej bratowej i żąda, by przyjęła Luizę z powrotem do swego dworu - księżniczka ustępuje, choć niechętnie. Ludwik XIV i Luisa romansują więc dalej. Romans umożliwia zakochanym dworzanin, hrabia de Saint-Agnan, budując podziemny pokój pod swymi apartamentami. Raul wraca z misji, ale Luiza mdleje na jego widok i nie chce go widzieć. Mówi, że nie jest go godna.
Aramis spotyka się z księżną de Chevreuse. Jego dawna kochanka chce mu sprzedać listy od Mazzariniego do Fouqueta, z których wynika, że Fouquet dostał od kardynała dużą sumę pieniędzy, którą potem zaprzepaścił. Żąda jednak zbyt wiele, więc Aramis wyśmiewa ją i mówi, że listy są fałszywe. Księżna idzie więc do Colberta i jemu sprzedaje te listy. Colbert podejrzewa, że wreszcie ma pretekst, by zająć stanowisko Fouqueta. Jego znajomy, pan Vanel, chce odkupić od Fouqueta stanowisko generalnego intendenta. Colbert wie, że tylko pozbawienie jego przeciwnika tego stanowiska pozwoli mu na wysłanie go do Bastylii, więc aprobuje ten plan i szykuje umowę i pieniądze. Fouquet jest załamany, że jego malwersacja sprzed lat wyszła na jaw. Potrzebuje pieniędzy i mimo rad Aramisa zgadza się sprzedać stanowisko. Vanel próbuje oszukać go, podkładając mu do podpisu umowę na gorszych warunkach, ale Aramis spostrzega to i zmusza Vanela, by podał prawdziwą umowę. Transakcja zostaje dokonana, biskup Vannes doradza pryncypałowi, by urządził w swym domu przyjęcie dla króla i obiecuje znaleźć pieniądze na ten cel. Księżna de Chevreuse odwiedza królową, co umożliwia jej Colbert. Przynosi jej lek na jej chorobę (raka piersi), a także ujawnia się z tym, że zna pewną jej tajemnicę - wie o tym, że Ludwik XIV ma brata bliźniaka, którego królowa matka, z pomocą nieboszczyka kardynała Mazzariniego, ukrywała skrzętnie przed ludzkimi oczami i dalej ukrywa. Księżna dwuznacznie żąda zapłaty za milczenie, widać jednak, że dalej żywi przyjaźń do Anny Austriaczki, choć to nieco interesowna przyjaźń. 
Henrietta odtrącona przez króla szykuje zemstę - zaprowadza Raula do podziemnego pokoju, gdzie król i Luiza spotykają się, dowodem jest portret Luisy malowany dla króla. Raul szuka pomsty. Nie mogąc zabić króla, wyzywa na pojedynek właściciela apartamentów, pod którymi znajduje się podziemny pokój - Saint-Agnana. Pomaga mu w tym Portos. Do pojedynku nie dochodzi, gdyż Saint-Agnan donosi o wyzwaniu królowi. Atos przychodzi do króla i mówi mu, co myśli o uwodzicielu cudzych ukochanych. Król każe go aresztować. D’Artagnan jednak zawozi przyjaciela do Bastylii jako gościa jej gubernatora, sam zaś jedzie do Ludwika i swymi argumentami przekonuje go, by podpisał akt ułaskawienia. Atos (który przez ten czas jadł kolację z gubernatorem Bastylii i Aramisem) wraca pod eskortą d’Artagnana. Napadają ich Raul i Portos, którzy myślą, że Atos ma być wywieziony do lasu i zabity. Na szczęście nie dochodzi do walki. Atos i Raul wracają do domu. Chłopak jest załamany.
Aramis odwiedza więźnia Filipa. Okazuje się, że chłopak jest bratem bliźniakiem Ludwika XIV. W dniu narodzin obecnego władcy królowa pół godziny po narodzinach Ludwika urodziła Filipa. Król Ludwik XIII zrozumiał, że ma dwóch następców i przestraszył się, że każdy z nich (podobny do drugiego jak dwie krople wody) może kiedyś powiedzieć, że to on urodził się pierwszy i jemu się należy tron, a co za tym idzie, wywołać wojnę domową. Kardynał Richelieu doradził mu więc, by jednego syna, właśnie Filipa, usunąć z życia politycznego. Teraz Aramis pragnie oddać Filipowi to, co mu się należy. Chce obalić króla, który zamiast dbać o kraj, bawi się w dworskie intrygi i romanse. Przy okazji chce też ratować swego pryncypała Fouqueta, jak i również mieć na tronie kogoś, na kogo można by mieć wpływ. Aramis zdobywa więc ułaskawienie dla innego więźnia i zawozi je gubernatorowi, wmawiając, że to ułaskawienie dla Filipa, po czym uwalnia chłopca i zawozi go karetą do swego domu. Po drodze daje mu karty z listą ministrów, dworzan i rodziny królewskiej, każąc mu wyuczyć się jej na pamięć. Daje również chłopcu wskazówki, jakie ma zmiany wprowadzić - usunąć Colberta, mianować Aramisa kardynałem, Portosa diukiem, d’Artagnana marszałkiem Francji, nadać wysokie urzędy Atosowi i Raulowi.
Portos odwiedza krawca, gdyż roztył się i musi mieć nowe ubranie. Nie lubi jednak, jak podczas brania miary ktoś go dotyka. Krawiec, nazwiskiem Percerin, nie wie, jak mu pomóc, ale jego pomocnik (jest to słynny komediopisarz Molier) spełnia życzenie swego klienta w zabawny sposób - bierze miarę od manekinów mających figurę Portosa, a także odrysowuje od lustra sylwetkę barona du Vallon. Portos jest zachwycony. Molier po tym wydarzeniu wpada na pomysł komedii „Mieszczanin szlachcicem”, w której Portos jest pierwowzorem pana Jourdain. On i d’Artagnan mają wraz z królem i dworem przybyć w gościnę do pana Fouquet. 
Ludwik XIV przybywa do Fouqueta, jest z nim cały dwór. Za radą Aramisa gospodarz wydaje swój ostatni milion na odpowiednie przygotowanie gościny dla króla. Na skutek intryg Colberta, król zamierza aresztować gospodarza za rzekome nadużycia finansowe: Colbert bowiem pokazuje królowi papiery, jakie zdobył od księżnej de Chevreuse. Całą tę scenę obserwują z pokoju na górze Aramis i Filip (ten drugi uważnie obserwuje ruchy i zachowanie króla). Ludwik XIV wzywa d’Artagnana i każe mu aresztować Fouqueta, ale kapitan muszkieterów przekonuje go, by zaczekał z decyzją do rana. Sam zaś odwiedza gospodarza i wyjaśniając mu zaistniałą sytuację, postanawia czuwać przy nim całą noc. W nocy mechanicznie poruszana podłoga w komnacie królewskiej opuszcza się i Ludwik ląduje w tunelu pod ziemią, zaś jego miejsce zajmuje Filip ubrany w królewskie szaty. Dwaj zamaskowani ludzie (Aramis i Portos) zabierają króla do Bastylii i oddają go jako więźnia. Wmawiają gubernatorowi, że więźnia tego Aramis zabrał przez pomyłkę i teraz ów chłopak popadł w obłęd i podaje się za króla Francji. Aramis odbiera więźnia, na jakiego nazwisko napisano ułaskawienie, zaś Ludwik trafia do celi. Szaleje w niej, nie wie, co się wokół niego dzieje. Fouquet tymczasem dowiaduje się od Aramisa o całym spisku. Jest oburzony - król był jego gościem. Jedzie więc po króla (choć nie spodziewa się, że ten go za to ułaskawi) i po długiej kłótni z gubernatorem Bastylii uwalnia go. Ludwik wraca do domu swego ministra, przyłapuje Filipa ze swą rodziną i ujawnia całe oszustwo. Filip zostaje skazany przez króla na dożywotni pobyt na Wyspie Świętej Małgorzaty i na noszenie żelaznej maski bez możliwości zdjęcia jej (ewentualnie w wyjątkowych okolicznościach, kiedy będzie sam). D’Artagnan odwozi więźnia. 
Aramis, mając do wyboru uprzedzić Filipa lub Portosa, uprzedza tego drugiego. Obaj uciekają do zamku na wyspie Belle-Isle, który kiedyś budowali dla Fouqueta. Zmieniają konie u Atosa i docierają do zamku, którzy przygotowują do obrony. Tymczasem Raula odwiedza Luiza. Prosi go o przebaczenie. Chłopak jest załamany, nic nie może go pocieszyć. Korzysta więc z propozycji opuszczenia kraju jako żołnierz i zgłasza się jako ochotnik do obrony francuskich kolonii w Afryce. Atos odwozi syna aż na Wyspę św. Małgorzaty (stamtąd ma wyjechać oddział), gdzie spotykają d’Artagnana, pełniącego obowiązki tymczasowego strażnika więźnia w żelaznej masce. Atos i Raul o mało nie zostają zastrzeleni przez fanatycznego gubernatora za to tylko, że przeczytali napis na srebrnej tacy, na której Filip wypisał wiadomość, a potem wyrzucił ją przez okno. Na szczęście d’Artagnan do tego nie dopuszcza. Atos dowiaduje się, że Filip to nie oszust, ale brat samego króla. Raul wyjeżdża z żołnierzami do Afryki. D’Artagnan wraca do króla, który szykuje się do oblężenia Belle-Isle. Fouquet spodziewa się, że wkrótce ma zostać aresztowany. Próbuje uciec, ale d’Artagnan dogania go i po długim pościgu konnym odprowadza do domu, w którym Fouqueta czeka areszt domowy. 
Aramis i Portos z garstką żołnierzy bronią się osaczeni w zamku. Portos dowiaduje się, że Aramis go okłamał, a oni sami nie walczą przeciwko królowi-uzurpatorowi, lecz prawdziwemu władcy. Pomimo tego nie chce opuścić przyjaciela. Podczas walki w ręce Portosa i Aramisa wpada młody pan Bicarrat (syn starego Bicarrata, gwardzisty kardynała Richelieu, również epizodycznie znanego z „Trzech muszkieterów”). Puszczają go wolno ze względu na dawną znajomość z jego ojcem, chłopak obiecuje im pomóc. Tymczasem zamek szturmują królewscy muszkieterowie, którymi dowodzi d’Artagnan. Chce on jednak ratować przyjaciół, potajemnie się więc z nimi naradza. Postanawia podać się do dymisji, wiedząc, że wybranie nowego wodza zajmie sporo czasu. Niestety, król przewiduje to i przygotowuje już następcę d’Artagnana, a także zarządza, że w chwili podania się kapitana muszkieterów do dymisji, zostanie on aresztowany. Aramis i Portos poddają zamek i uciekają z niego. Chronią się w jaskini. Niestety, muszkieterowie urządzają w jej pobliżu obławę z psami i wpadają na ich trop. Portos i Aramis wraz ze swymi ludźmi bronią się dzielnie za pomocą szpad, muszkietów i beczek z prochem (podczas walki ginie również z ręki Portosa młody Bicarrat, który najpierw chciał odciągnąć muszkieterów od jaskini). Portos i Aramis chcą uciekać łodzią, lecz niestety od wybuchów spadają skały ze ściany. Jedna z nich przygniata Portosa i zabija go. Aramisowi udaje się uciec do Hiszpanii. Zostaje co prawda schwytany przez statek francuski, ale jego załoga rozpoznaje go jako generała zakonu jezuitów i na jego rozkaz odwozi go za granicę. 
Ludwik XIV zaczyna poważnie brać się za sprawy państwowe. D’Artagnan chce wrócić do swego mieszkania, ale król wzywa go do siebie. Ludwik rozmawia z dowódcą swych muszkieterów. Oznajmia mu, iż nie chce przyjąć jego dymisji. W końcu d’Artagnan daje się przekonać i wrócić na służbę, zaś Ludwik XIV zgadza się nie karać Portosa i Aramisa, a także nie konfiskować ich dóbr. Król zleca coraz to nowe zadania swemu kapitanowi, by nie czuł się on niepotrzebny. Zostaje ogłoszony testament Portosa. Zmarły wszystko zapisał Raulowi. Po odczytaniu testamentu Mousqueton umiera zrozpaczony śmiercią swego pana. Atos czuje się coraz gorzej. Grimaud dostarcza mu list o śmierci Raula na froncie w Afryce. Atos umiera. On i Raul zostają pochowani w hrabstwie de La Fère.
Mijają 4 lata. Umiera Anna Austriaczka, umiera w więzieniu Fouquet, Colbert zaczyna robić karierę polityczną, Luisa przestaje być królewską metresą. D’Artagnan jest nadal kapitanem i nosi godność hrabiego. Odwiedza często groby Atosa i Raula. Pewnego razu spotyka ambasadora króla Hiszpanii. Jest nim Aramis noszący tytuł księcia d'Alameda. Przyjaciele cieszą się ze spotkania. Ludwik XIV szykuje się do ataku na Holandię. Aramis załatwia neutralność Hiszpanii w tej wojnie. Wojskami dowodzi d’Artagnan. Podczas oblężenia miasta Maastricht dostaje list od Colberta. Jest to zawiadomienie o nominacji na marszałka Francji - na to d’Artagnan czekał od lat. Gaskończyk bierze buławę do ręki i chwilę później zabija go kula z muszkietu wystrzelona z oblężonego miasta. D’Artagnan umiera z wymarzoną buławą w ręce.